# Société française de myologie
 (janvier 2020).
Pour les articles homonymes, voir SFM.
La Société française de myologie (SFM) est une société savante fondée en 2002 par une équipe réunie autour de Michel Fardeau,. Elle a pour but de promouvoir la myologie dans tous ses aspects universitaires et académiques, de lui donner une visibilité nationale, d’encourager les collaborations interdisciplinaires, de renforcer son enseignement et d’établir des relations étroites avec les Sociétés homologues en particulier européennes.

## Histoire
L’étude de la biologie et de la pathologie du tissu musculaire est devenue, particulièrement au cours de ces trois dernières décennies, un véritable champ disciplinaire, avec ses spécificités scientifiques, un large domaine d’applications médicales, et d’importantes implications médico-sociales.
Les médecins et biologistes qui travaillent dans ce champ viennent pour la plupart du domaine neurologique, mais également des domaines de la cardiologie, de la génétique, de la médecine interne, de la rééducation fonctionnelle et de toutes les disciplines biologiques situées en amont : biologies cellulaire et moléculaire, biochimie, histopathologie, imagerie médicale, physiologie, etc. 
Les médecins et biologistes de toutes origines ont souhaité formaliser leurs réunions en créant une Société française de myologie. Cette Société a pour objet de promouvoir la myologie dans tous ses aspects universitaires et académiques, de lui donner une visibilité nationale, d’encourager les collaborations interdisciplinaires, de renforcer son enseignement, et d’établir des relations étroites avec les Sociétés homologues en particulier européennes ; la Société française de myologie s’est naturellement ouverte aux différents pays francophones.

## Fonctionnement
Les moyens d'action de la SFM sont de 4 ordres: 
- Organisation des Journées de la Société française de myologie (JSFM)
- Publication des Cahiers de myologie[4]
- Promotion des jeunes chercheurs et cliniciens par la remise de prix
- Favoriser des actions autour de la myologie

### Organisation des Journées de la Société française de myologie (JSFM)
Chaque année, les journées de la Société française de myologie (JSFM) sont des rendez-vous importants de la communauté myologique francophone rassemblant chercheurs et cliniciens et permettant de présenter les travaux les plus récents dans le domaine de la myologie.
Ces journées comportent plusieurs sessions : sessions GEM (Groupe d’Études en Myologie), sessions de myologie fondamentale, sessions communes cliniciens/chercheurs et sessions d’enseignement mixte cliniciens/chercheurs de la filière de santé maladie rare neuromusculaire FILNEMUS
Les JSFM se tiennent chaque année en France, dans une ville différente, coorganisées par les membres du bureau de la SFM et par le comité local d’organisation.
Lors des JSFM, la SFM valorise les travaux de jeunes chercheurs et jeunes médecins au travers de la présentation de leurs résultats et par la remise de différents prix.
Lieux des congrès :
| Ville            | Année |
| ---------------- | ----- |
| Clermont-Ferrand | 2024  |
| La Baule         | 2023  |
| Toulouse         | 2022  |
| Saint-Étienne    | 2021  |
| -                | 2020  |
| Marseille        | 2019  |
| Brest            | 2018  |
| Colmar           | 2017  |
| Bordeaux         | 2016  |
| Lyon             | 2015  |
| Paris            | 2014  |
| Montpellier      | 2013  |
| Grenoble         | 2012  |
| Angers           | 2011  |
| Nice             | 2010  |
| Hendaye          | 2009  |
| Lausanne         | 2008  |
| Marseille        | 2007  |
| Boulogne         | 2006  |
| Paris            | 2005  |
| Saint-Étienne    | 2004  |
| Caen             | 2003  |

### Publication des Cahiers de myologie
Les Cahiers de myologie sont une revue d'informations francophones destinées aux professionnels du milieu médical, du secteur paramédical et du domaine scientifique, concernés ou intéressés par une discipline en plein développement, la myologie. Les deux numéros annuels des « Cahiers de Myologie »  publiés en mai et en novembre sont consultables en ligne sur le site d’EDP Sciences, maison d’édition spécialisée de revues médico‐scientifiques de haut niveau. Le numéro publié en novembre lors des Journées annuelles de la SFM fait l’objet d’une publication papier sous la forme d’un numéro hors‐série de la revue Médecine/Sciences (M/S). La revue se propose de traiter de sujets se rapportant aux tissus musculaires (squelettique, lisse et cardiaque) dans leurs aspects fondamentaux, notamment biologiques et physiologiques, chez l'homme et chez l'animal ainsi que dans leurs aspects cliniques. La revue comporte des articles de synthèse ou des mises au point dans tous les domaines de la myologie : physiologie, biologie cellulaire et moléculaire, clinique, physiopathologie, explorations diagnostiques, prise en charge des patients, sans oublier les thérapies innovantes. Des notes historiques, des points de vue d'experts en myologie et des cas cliniques y sont présentés. Des informations, des actualités professionnelles et associatives concernant les réseaux français et étrangers de myologie y figurent également.

### Promotion des jeunes chercheurs et cliniciens par la remise de prix
La Société française de myologie valorise les travaux des jeunes chercheurs et médecins lors des journées de la Société française de myologie (JSFM) et par la remise de prix dans les catégories “Communications Orales” et “Posters”. Le prix Master de la Société française de myologie récompense un étudiant pour la qualité de son Master 2 et contribue au financement de sa thèse.

#### Prix Master de la SFM
Le prix « Master » de la Société française de myologie récompense chaque année un étudiant pour la qualité de son Master 2 dans le domaine de la myologie et contribue au financement de sa thèse.
2023: Rémi Kurdian (Université de Lille/Université McGill)
2022 : Audrey Saugues  (INMG, Lyon)
The myofiber intrinsic role of AMPKα2 in the regulation of myonuclear accretion

2021 : Alix Simon (IGBMC, Strasbourg)
Transcriptomic characterization of X-linked centronuclear myopathy in multiple tissues

2020 : Laure de Pontual (CRM, Paris)
Identification de nouveaux facteurs de contractions CTG dans la Dystrophie Myotonique de type 1

2019 : Camille Guillermin (IGFL, Lyon)
Building and maintaining a functional neuromuscular system

2018 : Romane Idoux (INMG, Lyon)
Étude des propriétés des canaux ioniques et les mécanismes de régulation du calcium intracellulaire dans la fibre musculaire isolée d'un poisson zèbre modèle de la myopathie de Bethlem

2017 : Cyrielle Hou (IMRB, Créteil
Effets de l'interferon-gamma sur la biologie des cellules myogéniques

2016 : Nathalie Couturier (INMG, Lyon)
Identification de nouveaux régulateurs des domaines nucléaires en lien avec les microtubules au cours du développement de la fibres musculaire squelettique

2015 : Candice Kutchukian (INMG, Lyon)
Signalisation calcique macroscopique et subcellulaire dans la fibre musculaire de souris déficiente en myotubularine

2014 : David Arnould (LIBM, Saint-Étienne)
Restauration de la masse et de la fonction musculaire dans un modèle murin pour la myopathie centronucléaire par interférence avec la voie de signalisation déclenchée par la myostatine

2013 : Benjamin Châtel (CRMBM, Marseille et LIBM, Saint-Étienne)
Le métabolisme du lactate et la régulation du pH chez des sujets porteurs du trait drépanocytaire

2012 : Viviane Lainé (CGPHIMC, Lyon)
Propriétés fonctionnelles des mutants C-Elegans porteurs de mutations avec gain-de-fonction du gène egl-19 codant la sous unité α1 du canal calcium de type L

2011 : Marine Theret (Institut Cochin, Paris)
Rôle de l’AMPK dans la régulation de la polarisation des macrophages au cours de la régénération musculaire

2010 : Enis Kostallari (IMRB, Créteil)
Rôles des péricytes dans la niche vasculaire des cellules satellites

2009 : Alicia Mayeuf (Institut Pasteur, Paris)
Rôle de Notch dans la régulation myogénique

2008 : Marine Cacheux (GIN, Grenoble)
Identification des domaines fonctionnels du Récepteur de la Ryanodine

2007 : Valérie Tosch-Lienhart (IGBMC, Strasbourg)
Physiopathologie des myopathies centronucléaires et caractérisation d’une famille de gènes impliqués dans plusieurs maladies neuromusculaires

#### Prix spécial du jury
2020 : Laurie Nemoz-Billet (IGFL, Lyon)
Rôle du Collagène XV-B exprimé par les progéniteurs musculaires dans le développement et la régénération des nerfs moteurs chez le poisson zèbre

2019 : Markus Halliez (CRM, Paris)
Study of the MuSK/Vangl2 pathway in neuromuscular junction formation and maintenance

#### Prix Impulsion
2023: Charlotte Gineste (IGBMC, Strasbourg)

2022 : Alexis Boulinguiez (CRM, Paris)

2021 : Alexis Osseni (INMG, Lyon)

2020 : Gaëtan Juban (INMG, Lyon)

2019 : Alicia Mayeuf (Institut Pasteur, Lille)

#### Prix Interne en médecine
2022 : Agathe Molinar

2021 : Cécile Fermon (HCL, Lyon)

#### Prix DU Myologie
2022 : Diane Beauvais

2021 : Laure Gallay (HCL, Lyon)

2021 : Marlène Barnay (CHU Bordeaux) 

#### Prix Meilleure communication orale
2023 : Liza Sarde (Institut Pasteur, Paris)

2023 : Abbas Jaber, (Généthon, Evry) 

2023 : Virginia Zogglio, (IMRB, Créteil)

2022 : Maxime Mathieu (RESTORE, Toulouse)

2021 : Delia Cicciarello (INMG, Lyon)

2021 : Charles Frisonroche (CRM, Paris)

2021 : Daria Neyroud (UNIL, Lausanne) 

2019 : Qiyan Mao (IBDM, Marseille)

2019 : Laurent Coudert (INMG, Lyon)

2019 : Emeline Lemerle (CRM, Paris)

2018 : Francesco Girardi (CRM, Paris)

2018 : Xavière Lornage (IGBMC, Strasbourg)

2017 : Alexis Boulinguiez (Institut Pasteur, Lille)

2017 : Lorenzo Giordani (CRM, Paris)

2016 : Myriam Boex (CRM, Paris)

2016 : Daniel Owens (CRM, Paris)

2015 : Muriel Sébastien (GIN, Grenoble)

2015 : Ludovic Gaut (IBPS, Paris)

2014 : Johann Böhm (IGBMC, Strasbourg)

2013 : Claire Latroche (Institut Cochin et Institut Pasteur, Paris)

#### Prix Meilleure communication affichée fondamentale
2022: Marion Derome (GENETHON, Evry)

2022: Marine Daura (INMG, Lyon)

2022: Robin Reynaud Dulaurier (ING, Grenoble)

2021 : Cynthia Bezier (T3S, Paris)

2021 :Léa Castellano (INMG, Lyon)

2021 :Pauline Garcia (INMG, Lyon)

2021 :Charline Jomard (INMG, Lyon)

2021 :Alireza Ghasemizadeh (INMG, Lyon)

2021 :Alex Tollance (Unige, Genève)

2019 : Teoman Öztürk (IMRB, Créteil)

2018 : Anissa Souidi (GRED, Clermont-Ferrand)

2017 : Quentin Sastouné-Arrey (Stromalab, Toulouse)

2016 : Clarisse Fuster (INMG, Lyon)l

2015 : Jean-Baptiste Dupont (INSERM UMR 1089, AGT, Nantes)

2014 : Luce Perie (INRA UMR 1061, Limoges)

2013 : Francesca Puppo (INSERM GMGF UMR S_910, Marseille)

#### Prix Meilleure communication affichée clinique
2021 : Yann Brudey (CH Reims) 

#### Prix Meilleure communication affichée en recherche translationnelle
2021 : Djahid Kennouche (CH Reims) 

#### Prix Isabelle Penisson-Besnier
2021 : Mélina Bailly (LIBM, CHU St Étienne)

2019 : Augustin Ogier (CRMBM, Marseille)

2019 : Lola Lossard (HCL, Lyon)

2018 : Audrey Aussy (INSERM UMR U1234, Rouen)

2017 : Flavie Ader (INSERM, UMR_S 1166, Paris)

2016 : Maroufou Jules Alao (Sénégal)

2015 : Céline Dogan (IMRB, Créteil)

#### Prix image
2023: Anna Rausch De Traubenberg « Pop (He)art »  Premier prix 

2023: Guillaume Diop « Invasion de méduses sur la côte bauloise » Prix spécial 

2022 : Tanushri Dargar « in the depth of the ocean » Premier prix 

2022 : Hadidja-Rose Mouigni/Mona Bensalah « plumes de paon » Prix spécial 

## Président(e)s
- Michel Fardeau[2],[3] (2002-2006)
- Claude Desnuelle (2007-2012)
- Françoise Chapon (2013-2014)
- Gisèle Bonne (2014-2018)
- Emmanuelle Salort-Campana[10] (2019-2021)
- Guilhem Solé (2021-2023)
- Bénédicte Chazaud (2024-)